# Lepanthes bradei
Lepanthes bradei är en orkidéart som beskrevs av Rudolf Schlechter. Lepanthes bradei ingår i släktet Lepanthes och familjen orkidéer.
Artens utbredningsområde är Costa Rica. Inga underarter finns listade i Catalogue of Life.